# لينوس تشريسيكوبولوس
لينوس تشريسيكوبولوس (باليونانية: Λίνος Χρυσικόπουλος)‏ مواليد 1 ديسمبر 1992 في كورفو، هو لاعب كرة سلة يوناني. بدأ مسيرته الاحترافية في سنة 2008. يحمل الرقم 4. يبلغ طوله 6 قدم 10 بوصة (2.1 م). لعب مع نادي أريس لكرة السلة وبييلا لكرة السلة.

## روابط خارجية
- لينوس تشريسيكوبولوس على موقع الاتحاد الدولي لكرة السلة (الإنجليزية)
- لينوس تشريسيكوبولوس على موقع الدوري الأوروبي لكرة السلة (الإنجليزية)
- لينوس تشريسيكوبولوس على موقع كرة السلة الأوروبية.كوم (الإنجليزية)
- لينوس تشريسيكوبولوس على موقع DraftExpress.com (الإنجليزية)
- لينوس تشريسيكوبولوس على موقع ريلجم (الإنجليزية)
- لينوس تشريسيكوبولوس على موقع بروبوليرز (الإنجليزية)
- لينوس تشريسيكوبولوس على موقع سبورتس رفرنس (الإنجليزية)